# Аллил

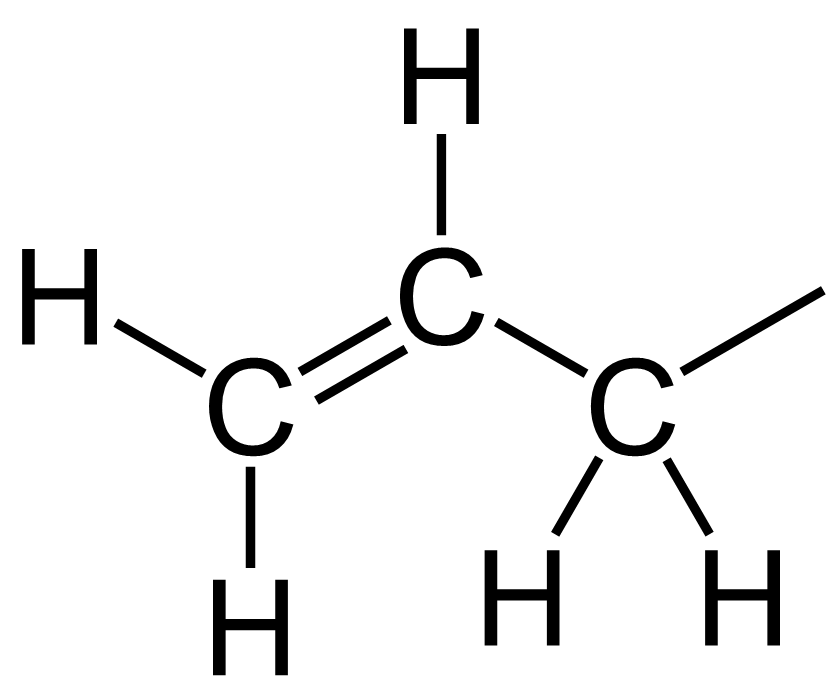
Аллил

Аллил — углеводородный радикал, производное пропилена, у которого удален атом водорода от третьего атома углерода. Аллильная группа — органический заместитель, часть химического соединения, которое имеет вид CH2=CH-CH2-R. Соединения с аллильной группой часто встречаются в природе в растениях. Своё название аллил получил от латинского названия чеснока — Allium sativum. Примеры соединений, в состав которых входит аллил — аллиловый спирт CH2=CH-CH2-OH, аллилхлорид CH2=CH-CH2-Cl.

## Способы получения
Аллил можно вводить различными реакциями, например реакцией Вюрца:
{\displaystyle {\mathsf {C_{6}H_{5}Br+CH_{2}{\text{=}}CH{\text{-}}CH_{2}{\text{-}}Br+2Na\rightarrow C_{6}H_{5}{\text{-}}CH_{2}{\text{-}}CH{\text{=}}CH_{2}+2NaBr}}}
Или реакцией с реактивом Гриньяра:
{\displaystyle {\mathsf {CH_{3}MgBr+CH_{2}{\text{=}}CH{\text{-}}CH_{2}{\text{-}}Br\rightarrow CH_{2}{\text{=}}CH{\text{-}}CH_{2}{\text{-}}CH_{3}+MgBr_{2}}}}
Галогениды аллила можно получать реакцией замещения с участием пропилена. Реакция проходит при температуре 400—500 °C в газовой фазе при низкой концентрации галогена.
{\displaystyle {\mathsf {CH_{2}{\text{=}}CH{\text{-}}CH_{3}+Br_{2}\rightarrow CH_{2}{\text{=}}CH{\text{-}}CH_{2}Br+HBr}}}
Кроме того, для введения аллильной группы могут использоваться металлоорганические соединения, например, аллиллитий.

## Химические свойства
Соединениям с аллильной группой характерны все свойства алкенов.